# (15418) Sergiospinelli
(15418) Sergiospinelli est un astéroïde de la ceinture principale.

## Description
(15418) Sergiospinelli est un astéroïde de la ceinture principale. Il fut découvert le 27 février 1998 à Cima Ekar par Giuseppe Forti et Maura Tombelli. Il présente une orbite caractérisée par un demi-grand axe de 2,78 UA, une excentricité de 0,16 et une inclinaison de 9,4° par rapport à l'écliptique.

## Compléments